# پاشکند
پاشکند جماعت و شهرکی در شمال غربی تاجیکستان است که در ناحیهٔ استروشن ولایت سغد قرار دارد. جمعیت این جماعت ۱۳٬۲۹۲ نفر است.